# 倫科切

倫科切（西班牙語：Loncoche），是智利的城市，位於該國南部阿勞卡尼亞大區的考丁省，始建於1900年4月22日，面積977平方公里，海拔高度98米，2012年人口21,458人，人口密度每平方公里22人。